# صبغي 10
صبغي 10 هو واحد من 23 زوجا من الكروموسومات الموجودة في الإنسان .البشر لديهم عادة 46 كروموسوم في كل خلية، وتنقسم إلى 23 زوجا. نسختين من كروموسوم 10، نسخة موروثة من كل من الوالدين، وشكل واحد من أزواج. كروموسوم 10 يمتد حوالي 135 مليون طابوقة بناء الحمض النووي (أزواج القاعدة) ويمثل ما بين 4 في المئة و 4.5 في المئة من إجمالي DNA في الخلايا.

## الجينات
تحديد الجينات على كل صبغي هي منطقة نشطة للبحث الوراثي. لأن الباحثين استخداموا مناهج مختلفة للتنبؤ في عدد الجينات على كل كروموسوم، ويقدر عدد الجينات في الصبغي 10 ما بين 800 و 1,200 جين . تقوم هذه الجينات أداء مجموعة متنوعة من الأدوار المختلفة في الجسم.
الجينات على كروموسوم 10 من بين 20,000 إلى 25,000 الجينات الإجمالية المقدرة في الجينوم البشري.

## الأمراض والتطورات
ترتبط العديد من الأمراض الوراثية للتغيرات في الجينات على الكروموسوم خاصة 10. هذه القائمة من الاضطرابات المرتبطة الجينات على كروموسوم 10 وصلات لمعلومات إضافية.
يمكن للتغيرات في هيكل أو عدد من النسخ من كروموسوم أيضا أن يسبب مشاكل مع الصحة والتنمية. وترتبط بعض الشروط مع مثل هذه التغييرات في كروموسوم 10.مثل السرطان, حيث ترتبط التغيرات في عدد وهيكل كروموسوم 10 مع عدة أنواع من السرطان. على سبيل المثال، وجدت في كثير من الأحيان خسارة كل أو جزء من كروموسوم 10 في أورام المخ تسمى الأورام الدبقية، وخصوصا في الأورام الدبقية العدوانية التي تشهد نموا سريعا. رابطة الأورام السرطانية مع فقدان كروموسوم 10 تشير إلى أن بعض الجينات تلعب دور حاسم على هذا الكروموسوم في السيطرة على النمو وانقسام الخلايا فيه. دون هذه الجينات، يمكن للخلايا أن تنمو وتنقسم بسرعة جدا و بطريقة غير منضبط، مما يؤدي احيانا إلى الإصابة بالسرطان.
اما عن الأمراض المرتبطة بالتغيرات واهمها:
- -متلازمة أبير
- -متلازمة بيير-ستيفنسون
- -شاركو ماري ( مرض الأسنان )
- -متلازمة كوكاين
- -البورفيريا (الكريات الحمر الخلقية)
- -متلازمة كاودن
- -متلازمة كروزون
- -ورم أرومي دبقي الأشكال
- -متلازمة هيرمنسكي بوداك (Hermansky-Pudlak)
- -مرض (Hirschprung)
- - متلازمة جاكسون فايس
- -عددة أنوع من ورم غدد صماء
- - ضمور القرنية
- -متلازمة ولمان